# Maximum Receive Unit
Maximum receive unit (MRU, unidad máxima de recepción), es la unidad que indica el tamaño máximo (en octetos) del campo de datos de una trama (en el nivel de enlace) que un determinado host es capaz de recibir en una red.
En la mayoría de los casos es un parámetro que coincide con la unidad máxima de transferencia (MTU) por lo que, al igual que ésta, acaba siendo dependiente de la red física.
Algunas interfaces de red permiten la modificación de su MRU, pero siempre con un valor menor o igual al de la MTU normalizada para esa red.
Ya que suele coincidir con la MTU, y dado que en la mayoría de las ocasiones la modificación de una, implica la modificación de la otra de tal forma que mantengan el mismo valor, es un parámetro que no se suele tener en cuenta a la hora de configurar y gestionar una red, realizándose el diseño en función solo de la MTU, y dándole a ésta el valor pertinente.